# Berliner Mieterverein
Der Berliner Mieterverein (BMV) ist eine Interessenvertretung für Mieter in Berlin und nach eigenen Angaben mit über 180.000 Mitgliedern der größte von vier Mietervereinen in der Bundeshauptstadt. Der Berliner Mieterverein hat die Rechtsform des eingetragenen Vereins. Er ist als Landesverband Berlin Mitglied im Deutschen Mieterbund (DMB), der Dachorganisation der Mietervereine in Deutschland.
Satzungsmäßiger Zweck des Vereins ist, Mieterinteressen in der Wohnungs- und Mietpolitik durchzusetzen und sie vor mietrechtlichen Benachteiligungen zu bewahren.

## Geschichte

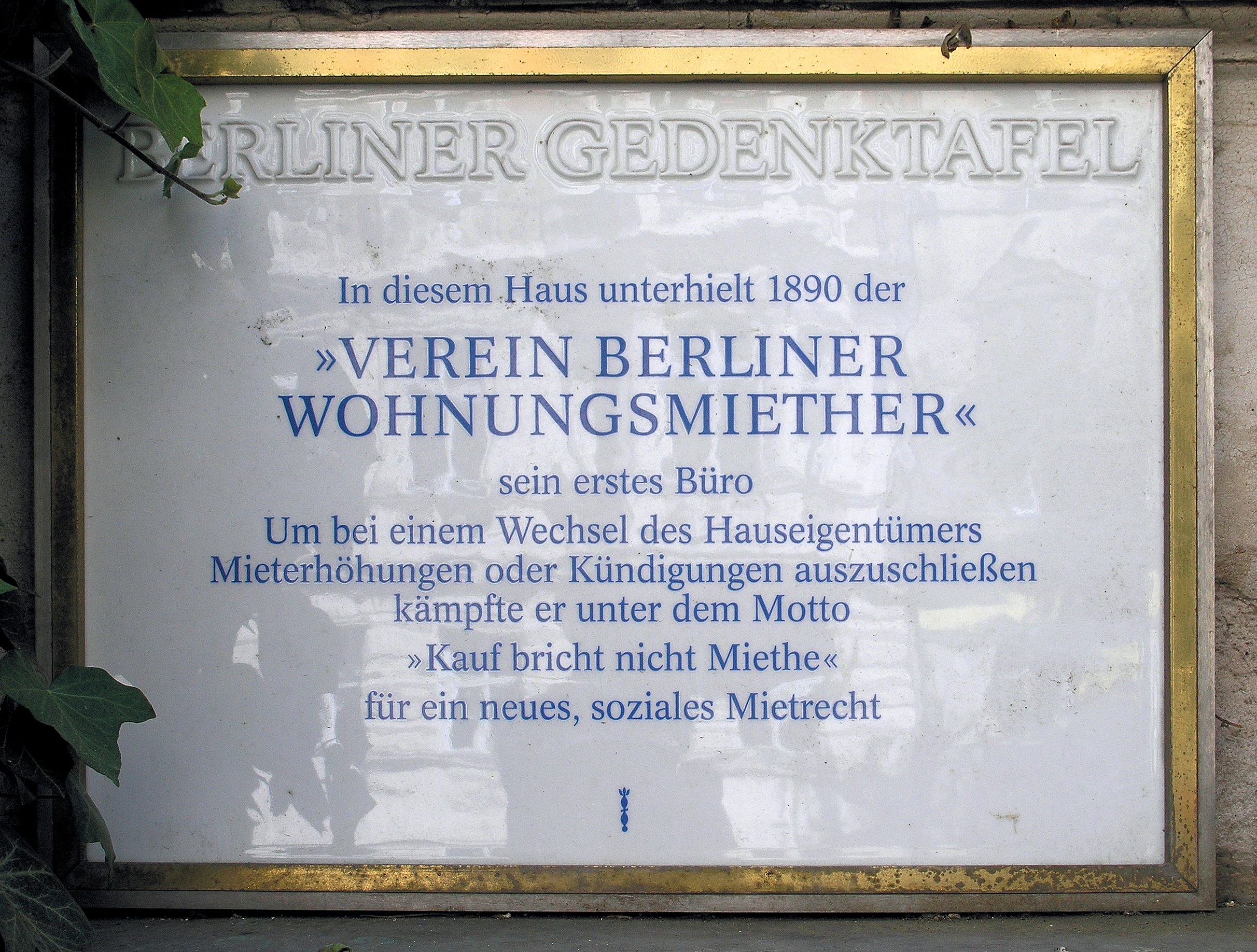
Gedenktafel am Haus, Solmsstraße 30, in Berlin-Kreuzberg

Der Berliner Mieterverein wurde 1888 gegründet – damals als Verein Berliner Wohnungsmiether. Schon 1890 zählte er mehr als 6000 Mitglieder.  Nach Ende des Ersten Weltkriegs fusionierte der Verein mit anderen Vereinen zum Mieterbund Groß-Berlin. Den heutigen Namen trägt er seit 1934. In den Jahrzehnten der deutschen Teilung war der Verein auf die drei Berliner Westsektoren beschränkt. Nach der Herstellung der Deutschen Einheit weitete er seine Arbeit wieder auf ganz Berlin aus.

## Organisation
Vertreten wird der Verein von dem ehrenamtlich tätigen Vorstand aus Vorsitzendem, Schatzmeister und Schriftführer. Jedes Mitglied wird von der Delegiertenversammlung für drei Jahre gewählt. Wiederwahlen sind laut Satzung möglich. Seit 2017 ist Rainer Tietzsch Vorsitzender. Seit dem 1. September 2022 hat der Verein eine dreiköpfige gleichberechtigte Geschäftsführung.

## Schwerpunkte der Arbeit
Zentrale Aufgabe des Vereins ist die Interessenvertretung von Mietern in der Wohnungs- und Mietpolitik und beim Mietrecht. Mieter, die Mitglied werden, erhalten vom Verein Rechtsberatung, Unterstützung beim Schriftverkehr mit Vermietern, Mietrechtsschutz für Gerichtsverfahren und regelmäßige Informationen rund um Mieter- und Wohnungsthemen. Im Jahr führt der Verein rund 85.000 Beratungen durch. Zudem fungiert der Verein als Mediator, wenn Mitglieder mit Nachbarn oder Mitbewohnern in Streit geraten. Der Verein wird als Interessenverband von der Senatsverwaltung für Stadtentwicklung und Wohnen Berlin anerkannt und beteiligt sich aktiv an der Erarbeitung des BerlinerMietspiegels. In der politischen Arbeit positioniert sich der Mieterverein in Kooperation mit Bürgerinitiativen landes- und bundespolitisch zu wohnungspolitischen Fragen.
Der Berliner Mieterverein ist einer der 56 qualifizierten Verbraucherverbände in Deutschland, die eine Musterfeststellungsklage oder Abhilfeklage durchführen dürfen.
Der Verein hat das Gesetz zum Berliner Mietendeckel unterstützt, das 2021 vom Bundesverfassungsgericht für nichtig erklärt wurde. Ebenso befürwortet er die Enteignung großer Wohnungsbaugesellschaften.

## Schriften
Der Mieterverein veröffentlicht zehnmal im Jahr das MieterMagazin und einmal im Monat einen wohnungspolitischen Newsletter.